# Communauté de communes des Côtes en Haye
La communauté de communes des Côtes en Haye est une ancienne communauté de communes française, qui était située dans le département de Meurthe-et-Moselle.
Le 1er janvier 2014, elle fusionne avec la Communauté de communes du Toulois pour former un ensemble du même nom. La commune de Martincourt rejoint la Communauté de communes du Bassin de Pont-à-Mousson.

## Composition
Cette communauté de communes était composée des 9 communes suivantes :
1. Domèvre-en-Haye (siège)
2. Ansauville
3. Grosrouvres
4. Hamonville
5. Manonville
6. Martincourt
7. Minorville
8. Noviant-aux-Prés
9. Tremblecourt

## Administration
| Période                                  | Période    | Identité            | Étiquette | Qualité               |
| ---------------------------------------- | ---------- | ------------------- | --------- | --------------------- |
| Les données manquantes sont à compléter. |            |                     |           |                       |
| 2001                                     | 31/12/2013 | Marie-José FOURNIER |           | Maire de TREMBLECOURT |